# بط هارتلوب
بط هارتلوب (الاسم العلمي: Pteronetta  hartlaubii) (بالإنجليزية: Hartlaubs  Duck)‏ هو طائر ينتمي إلى إوزيات (فصيلة: Anatidae).